# Clubiona pseudominor
Clubiona pseudominor är en spindelart som beskrevs av Jörg Wunderlich 1987. Clubiona pseudominor ingår i släktet Clubiona och familjen säckspindlar.
Artens utbredningsområde är Kanarieöarna. Inga underarter finns listade i Catalogue of Life.